# On the Border
| 전문가 평가              | 전문가 평가 |
| 평가 점수                | 평가 점수   |
| 출처                     | 점수        |
| ------------------------ | ----------- |
| Allmusic                 | [ 2 ]       |
| Christgau's Record Guide | B+          |
| Rolling Stone            | [ 4 ]       |
| Tom Hull                 | B           |

《On the Border》는 1974년 3월 22일에 발매된 미국의 록 밴드 이글스의 세 번째 스튜디오 음반이다. 글린 존스가 프로듀싱한 두 곡과는 별도로 빌 심칙이 프로듀싱한 곡으로, 이 밴드는 첫 두 음반의 컨트리 록 느낌 대신 록 위주의 사운드를 원했기 때문이다. 이 음반은 기타리스트 돈 펠더가 참여한 첫 번째 이글스 음반이다. 《On the Border》는 빌보드 200 차트에서 17위에 올랐고 2백만장이 팔렸다.
이 음반에서 〈Already Gone〉, 〈James Dean〉 그리고 〈Best of My Love〉의 세 싱글이 발매되었다. 싱글은 각각 32위, 77위, 1위로 정점을 찍었다. 〈Best of My Love〉는 5개의 차트 상위 중 첫 번째가 되었다. 이 음반에는 버니 리던이 죽은 친구 그램 파슨스에게 바친 헌사 〈My Man〉도 포함되어 있다. 리던과 파슨스는 리던이 이글스에 입단하기 전, 개척자 컨트리 록 밴드인 플라잉 부리토 브라더스에서 함께 활동했었다.
이것은 이글스가 4채널 입체 음향 서라운드 사운드로 발매한 첫 음반이다. 4채널 입체 음향 8트랙 테이프와 CD-4 LP로 발매되었다. 일부 바이닐 LP의 런아웃 홈에 새겨진 숨겨진 메시지에는 "He who hesitates is lunch(잠시 망설이는 사람은 점심이다)"라고 적혀 있다.

## 배경
이 음반은 처음에 글린 존스가 프로듀싱을 하였고 런던의 올림픽 스튜디오에서 녹음되었지만, 이 음반이 만들어지는 동안 이글스와 그들의 프로듀서 사이에 의견 충돌이 일어났다. 밴드가 더욱 하드 록 사운드에 기대려고 할 때, 그들은 프로듀서 글린 존스가 자국의 영향을 받는 록 사운드를 지나치게 강조하고 있다는 것을 느꼈다. 하지만 존스는 이글스가 이 밴드가 원하는 것을 할 수 없다고 느꼈고, 이 밴드에 "넌 로큰롤 밴드가 아니야, 더 후는 로큰롤 밴드고, 그리고 넌 그렇지 않아."라고 말했다. 그러나 글렌 프라이와 돈 헨리는 또한 녹음 중 존스의 마약 금지 정책에 불만족스러워했고, 게다가 그들은 런던에서 홈 레코딩하는 것을 꺼렸다. 이 밴드는 이전 음반인 《Desperado》의 성공 부족을 우려했고, 존스가 허락하지 않으려 했던 음반에 대한 더 많은 의견을 원하는데 더 적극적인 태도를 보였다. 이글스는 런던에서 6주간 녹음을 했는데, 밴드와 프로듀서 모두 서로에게 좌절감을 느끼고 존스와 프라이의 잦은 언쟁을 벌였다. 이어 밴드는 휴식을 취하며 새로운 프로듀서를 찾기로 하고 〈Best of My Love〉와 〈You Never Cry Like a Lover〉라는 두 곡만 빼고 모든 음반을 폐기했다.
이 밴드는 캘리포니아로 다시 이주하여 조 월시의 《The Smoker You Drink, the Player You Get》을 프로듀싱했던 빌 심칙을 고용했는데, 그는 그들의 매니저인 어빙 아조프가 이 밴드에 관심을 가졌던 1975년 말에 이글스에 합류할 것이다. 이 밴드는 로스앤젤레스의 레코드 플랜트 스튜디오에서 이 음반의 나머지 부분을 녹음했다. 그들은 음반이 어떻게 만들어졌는지에 대해 더 많은 의견을 들을 수 있었고 음반 제작에 있어 심칙과 함께 더 많은 자유를 누렸다. 심칙은 〈Good Day in Hell〉이라는 곡에 슬라이드 기타를 추가하기 위해 더 하드한 기타리스트를 데려올 것을 제안했다. 버니 리던은 몇 번 만나 함께 쩔쩔매던 그의 오랜 친구 돈 펠더를 제안했다. 이 밴드는 매우 감동적이어서 펠더를 다섯 번째 이글스가 되도록 초대했다. 그가 참여한 이 음반의 유일한 곡은 〈Already Gone〉이었다. 그들은 그가 음반의 라이너 노트에 늦게 도착한 것으로 인정했다.
헨리는 존스와 심칙의 작품들 사이의 소리 차이에 대해 "빌은 한 가지 이유로 반향이 훨씬 적다"고 말했다. 생뚱맞고 펑키한 존재가 더 많아. 글린은 자신의 기록에 도장을 찍었는데, 이것은 아이스크림처럼 매끄러운 깊은 울림이다." 그는 존스가 프로듀싱한 두 곡에 대한 연출이 좋고 필요하다고 생각했다. 그러나 프라이는 L.A. 컨트리 록 음반들이 "너무 부드럽고 유리하다"는 것을 발견하고 "강인한 사운드"를 원했다. 그들의 친구 겸 공동작업자 J. D. 사우더는 프로듀서의 변화를 "음반을 통해 보다 생생하고 얇은 사운드를 얻고자 하는 이글스의 바람" 때문이라고 설명했다.
처음 발매된 두 싱글은 더 록 지향적이었다. 프라이는 존스가 프로듀싱한 〈Best of My Love〉를 싱글로 발매하는 것을 꺼렸고, 몇 달 동안 발매를 보류했다. 그러나, 마침내 이 곡이 발표되었을 때, 밴드의 지식이나 승인 없이, 이 곡은 더 라디오 친화적이 될 수 있도록 잘려져 있었다. 〈Best of My Love〉는 지금까지 가장 큰 인기를 끌었고, 그들의 첫 번째 차트 1위가 될 것이다.

## 상업적 성과
이 음반은 지금까지 발매된 세 음반 중 밴드의 가장 성공적인 음반이 되었다. 발매 첫 주에 미국 빌보드 200 차트에서 50위로 데뷔하여, 6주째인 17위를 정점을 찍었다. 이 음반은 1974년 6월 5일 발매 2개월 반 만에 미국 음반 산업 협회로부터 골드 인증을 받았으며, 이후 2001년 3월 20일 200만장의 선적에 대한 더블 플래티넘 인증을 받았다.

## 곡 목록
| #  | 제목                           | 작사·작곡                  | 리드 보컬                    | 재생 시간 |
| -- | ------------------------------ | -------------------------- | ---------------------------- | --------- |
| 1. | 〈Already Gone〉               | 잭 템프친, 롭 스트랜드런드 | 글렌 프라이                  | 4:15      |
| 2. | 〈You Never Cry Like a Lover〉 | 돈 헨리, J. D. 사우더      | 돈 헨리                      | 4:00      |
| 3. | 〈Midnight Flyer〉             | 폴 크래프트                | 랜디 마이즈너                | 3:55      |
| 4. | 〈My Man〉                     | 버니 리던                  | 버니 리던                    | 3:29      |
| 5. | 〈On the Border〉              | 헨리, 리던, 글렌 프라이    | 헨리, 프라이, 마이즈너, 리던 | 4:23      |

| #  | 제목                 | 작사·작곡                         | 리드 보컬    | 재생 시간 |
| -- | -------------------- | --------------------------------- | ------------ | --------- |
| 1. | 〈James Dean〉       | 헨리, 프라이, 사우더, 잭슨 브라운 | 프라이       | 3:38      |
| 2. | 〈Ol' '55〉          | 톰 웨이츠                         | 프라이, 헨리 | 4:21      |
| 3. | 〈Is It True?〉      | 랜디 마이즈너                     | 마이즈너     | 3:14      |
| 4. | 〈Good Day in Hell〉 | 헨리, 프라이                      | 프라이, 헨리 | 4:25      |
| 5. | 〈Best of My Love〉  | 헨리, 프라이, 사우더              | 헨리         | 4:34      |

## 인증
| 국가                       | 인증        | 판매량/출하량 |
| -------------------------- | ----------- | ------------- |
| 캐나다 (뮤직 캐나다)       | 골드        | 50,000^       |
| 영국 (BPI)                 | 실버        | 60,000^       |
| 미국 (RIAA)                | 2× 플래티넘 | 2,000,000^    |
| ^출하량을 기반으로 한 인증 |             |               |